# 伍宪子

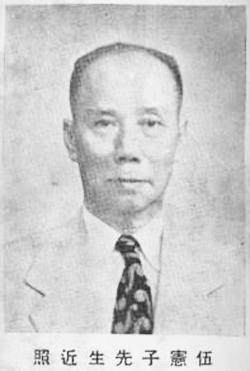
1953年胡应汉在香港出版的《伍宪子先生传记》中的伍宪子照片

伍宪子（1881年6月3日—1959年10月7日），名庄，别名文琛，字宪子、宪庵，号梦蝶，笔名雪铁、博浪楼主，广东南海人。中华民国政治人物。

## 生平
伍宪子清末时中举人，1904年加入保皇会，曾任《香港商报》、《南洋总汇新报》主笔，后曾去日本。中华民国成立后，担任过广东内务司司长、湖北内务司司长、龙州关监督、财政部顾问、袁世凯总统府顾问、冯国璋总统府谘议、国务院参议等职。
1927年，伍宪子与梁启超、徐勤、梁朝傑等人一同建立中国宪政党。1941年时，伍宪子以个人身份加入中国民主政团同盟。1945年，中国宪政党更名中国民主宪政党，伍宪子出任中国民主宪政党主席，李大明出任副主席。1946年，中国民主宪政党与中国国家社会党合并为中国民主社会党（简称“民社党”）后，伍宪子任中国民主社会党组织委员、常委、副主席。后又当选民社党中央执委、中央常委、中央总部主席。
1947年8月15日，中國民主社會黨革新派在上海召開全國代表大會，出席代表68人，由伍憲子、張東蓀、梁秋水、萬武、沙彥楷、汪世銘、盧廣聲、唐才質9人充任主席團；伍憲子致詞稱：我們的主張是和平、民主、統一。:83978月18日，中國民主社會革新派全國代表大會閉幕，大會決定沿用「中國民主社會黨」名稱，否認張君勱領導之中國民主社會黨之一切行動；大會通過該黨宣言，主張實現和平，保障人權，發展農工商業，選出伍憲子、張東蓀、梁秋水、沙彥楷、李大明等為中央執監委員。:83988月21日執監委員聯席會議，選出中常委15人；8月23日中常會選出伍憲子為主席，沙彥楷為副主席。:8398
1956年出任香港联合书院教授。
1959年，伍宪子在香港逝世。